# Cycloptiloides longipes
Cycloptiloides longipes is een rechtvleugelig insect uit de familie Mogoplistidae. De wetenschappelijke naam van deze soort is voor het eerst geldig gepubliceerd in 2001 door Ueshima & Sugimoto.